# Centro de Treinamento Presidente Luiz Carvalho
O Centro de Treinamento Presidente Luiz Carvalho é um complexo esportivo destinado aos treinos da equipe profissional de futebol do Grêmio Foot-Ball Porto Alegrense. A inauguração oficial aconteceu em 30 de setembro de 2014. O CT, porém, foi usado pela primeira vez em 19 de junho de 2014.

## Origem
Inspirado no Centro de Treinamento do Barcelona, o novo CT gremista fica localizado num área de 5,3 hectares, próximo da nova Arena do Grêmio.
O nome, Centro de Treinamento Presidente Luiz Carvalho, é uma homenagem a um dos maiores jogadores da história do Clube. Reconhecido por ter defendido a camisa tricolor de 1923 a 1940, Carvalho seguiu também carreira na instituição quando já estava fora de campo. Foi treinador da equipe principal, ocupou cargos de direção e chegou à presidência do Clube na gestão 1974/1975.
O filho do ex-jogador, Ronaldo de Carvalho, esteve presente na inauguração e emocionado, destacou o sentimento da família por receber esta homenagem. "Para nós é uma honra e gostaríamos de agradecer ao Conselho de Administração e ao presidente Fábio Koff por esta lembrança. A família está muito feliz com a homenagem prestada para ele", comenta.

## Estrutura
Dentre o que já consta e o que o projeto prevê, destaca-se dois campos de futebol com tamanho oficial, um coberto com grama sintética e dois menores, para treinamentos, sala de imprensa, sala de conferências, sala de administração e diretoria, vestiário de apoio para times visitantes, departamento de preparação física, departamento Médico, vestiário dos jogadores, vestiário da comissão técnica, vestiário do treinador, salas de convívio dos jogadores composta por três ambientes, refeitório completo, dentre outros espaços, além de uma arquibancada para cerca de mil pessoas e estacionamento separado para atletas e comissão técnica, funcionários e visitantes, totalizando 200 vagas.
O prédio administrativo terá cerca de três mil metros quadrados, construídos sob 68 pilares. O custo da obra está estimada em R$ 10 milhões.
O assessor de futebol da época, Duda Kroeff esteve pela primeira vez no local e ficou impressionado com a estrutura e qualidade do espaço. "A estrutura oferecida é um diferencial para os treinamentos dos atletas. Ter um CT qualificado ajuda muito na preparação para as competições", afirma.
Além de suprir todas as necessidades de treinamentos da equipe principal, o local também é considerado referência no quesito construção sustentável. A iluminação é outro destaque. Foi construída com vidros para aproveitar a luz natural e estimular assim, maior economia da energia, elementos considerados dentro dos preceitos da sustentabilidade empregados no local